# Астрономічний годинник

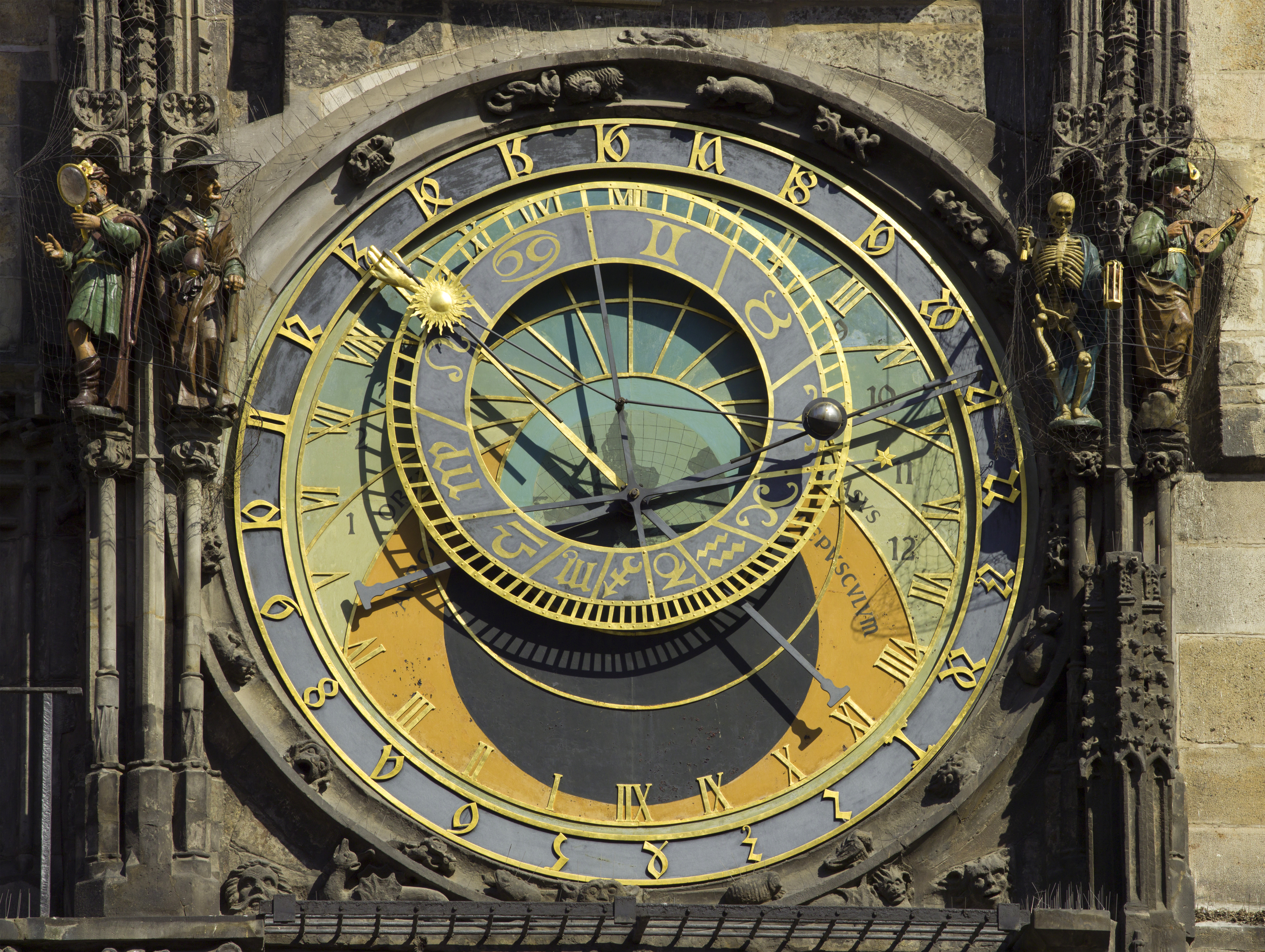
Празькі куранти

Астрономічний годинник — годинник, який має спеціальні механізми і циферблати для показу астрономічної інформації, такої як відносне положення Сонця, Місяця, зодіакальних сузір'їв та іноді великих планет.

## Визначення
Термін «астрономічний годинник» в широкому сенсі використовується для позначення будь-якого годинника, який на додаток до часу доби, показує астрономічну інформацію. Ця інформація може включати розташування на небі Сонця і Місяця, позицію сонця на екліптиці і поточний знак зодіаку, зірковий час, а також таку інформацію як місячні вузли (для передбачення затемнень) або поворотна зоряна мапа.
Середньовічні астрономічні годинники часто демонструють Сонячну систему відповідно до геоцентричної моделі. У центрі циферблата зазвичай розміщується диск або сфера, що позначає Землю, яка розміщена у центрі Сонячної системи. Сонце може бути показане як золота сфера (вперше таких прийом використаний в Антикітерському механізмі, II ст. до н. е.), при цьому воно обертається навколо Землі по 24-годинному циферблату.

## Історія

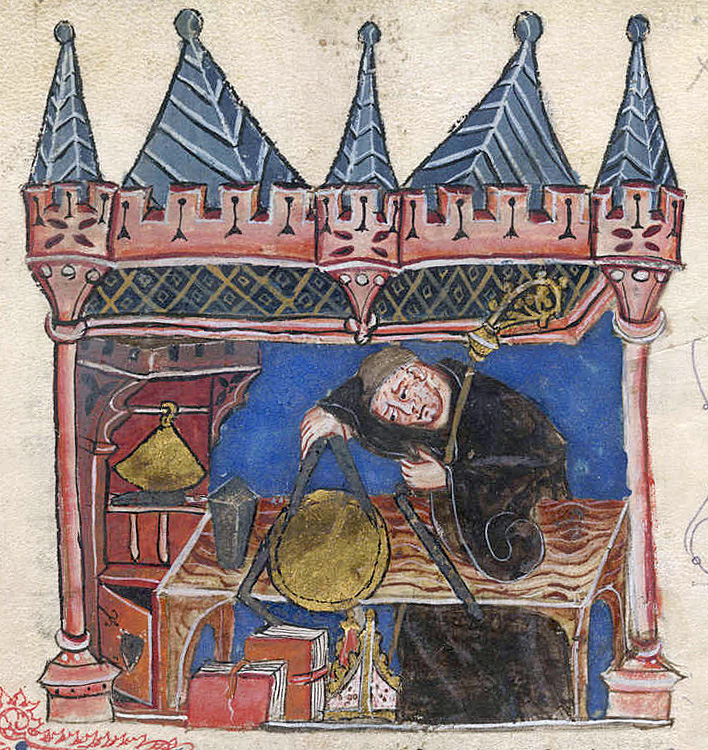
Річард Воллінгфордський проводить вимірювання за допомогою циркуля. Мініатюра XIV сторіччя

Давньогрецький Антикітерський механізм, датований II ст. до н. е., хоча й не був годинником у традиційному значенні, був оснащений механічним приводом і використовувався для обчислення положення Сонця, Місяця і зірок. Століттям пізніше Цицерон приписував Архімеду і Посідонію використання пристроїв, які по суті виконували подібні функції.
У XI сторіччі китайський хоролог, механік і астроном Су Сун створив астрономічний годинник з водним приводом для своєї годинникової башти у місті Кайфин. Цей пристрій вирізняли поєднання спускового механізму, неперервної силової ланцюгової передачі (найбільш ранньої з відомих) і армілярної сфери. Інші ісламські астрономи й інженери того часу також створювали різноманітні астрономічні годинники високої точності для своїх обсерваторій, серед них — замковий годинник (водяний астрономічний годинник) Аль-Джазірі (1206 р.) і годинник-астролябія Ібн аль-Шатира (поч. XIV ст.).
Не цілком зрозуміло яким чином механічні годинники розвивались в Європі на ранньому етапі, проте згідно з загальноприйнятою версією, до 1300—1330 років вже існували механічні годинники (з приводом від гир, а не води, і з використанням спускового механізму), які були призначені для двох цілей: подавання сигналу та сповіщення (в тому числі про час служби або публічних подій) і для моделювання Сонячної системи. Останнє невпинно розвивалось, оскільки астролябіями користувались і астрономи і астрологи, і цілком логічним було пристосувати годинниковий механізм для поворотного диска, щоб отримати робочу модель Сонячної системи. Дослідник Середньовіччя Лін Вайт відзначає:
|  | Більшість перших годинників були не стільки хронометрами, скільки демонстрацією картини космосу... Очевидно витоки механічних годинників лежать у складній царині монументальних планетаріїв, екваторіумів і механічних астролябій. |

Астрономічні годинники, створені Річардом Воллінгфордським в Сент-Олбанс у 1330-х і Джованні де Донді в Падуї між 1348 і 1364 роками, були у своєму роді шедеврами. Вони не збереглись до теперішнього часу, проте існують детальні описи будови цих пристроїв, що дозволило виготовити їх реконструкції. Воллінгфордський годинник міг показувати Сонце, Місяць (вік, фази і вузли), зірки і планети, і мав також колесо фортуни та індикатор рівня припливу і відпливу біля Лондонського мосту. Годинник де Донді являв собою семикутну конструкцію з 107 рухомими елементами, він показував положення Сонця, Місяця і п'яти відомих на той час планет, а також релігійні святкові дні.
Обидва ці годинники, й інші подібні до них, були можливо не настільки точними, як би хотілось їх творцям. Передатні відношення елементів механізму могли бути відмінно обчислені, проте точність при їх виготовленні залишалась обмеженою технічними можливостями того часу. Крім того, на відміну від складних сучасних зубчатих механізмів, годинникові механізми майже всіх цих годинників до XVI століття були простими  спусковими механізмами з похибкою щонайменше пів-години на добу.
Астрономічні годинники споруджували як показові зразки, щоб справляти враження, а також з освітньою метою. Складність задачі у виготовленні подібних шедеврів, означала, що годинникові майстри будуть надалі їх виготовляти для демонстрації своєї технічної майстерності, а також заможності своїх замовників. Популярність такого типу приладів пояснюється також певним філософським образом упорядкованого, прекрасно організованого Всесвіту, який відповідав світогляду готичної доби.
Зростання інтересу до астрономії протягом XVIII століття оживило інтерес до астрономічним годинників, але вже скоріше у зв'язку з точною астрономічною інформацією, яку могли надавати маятникові годинники, ніж з їх філософським змістом.